# The Mansion (studio d'enregistrement)
Pour les articles homonymes, voir The Mansion.
The Mansion est une propriété de 4 chambres dans la région du Laurel Canyon non loin de Los Angeles appartenant au producteur Rick Rubin. Elle date de 1918.

## Histoire
Cette demeure est connue pour avoir accueilli un certain nombre d'enregistrement de groupes légendaires : Red Hot Chili Peppers, Slipknot, Marilyn Manson, System of a Down, Jay-Z, Mars Volta.
Depuis 1991, les Red Hot Chili Peppers sont revenus sur place pour enregistrer un certain nombre de titres dont Fortune Faded et Save the Population sur le disque 2003's Greatest Hits compilation et plus récemment, l'album Stadium Arcadium (2006).
Si la rumeur dit que Harry Houdini a vécu au manoir, personne n'a jamais vécu dans le manoir sous le nom de Houdini, un fait que Corey Taylor, chanteur des groupes Stone Sour et Slipknot, a dit dans son livre A Funny Thing Happened on the Way to Heaven.
Le livre décrit également ses expériences paranormales dans le manoir lors de l'enregistrement de l'album 2004 de Slipknot Vol. 3 (The Subliminal Verses)